# قانون تسليم المجرمين في الصين

قانون تسليم المجرمين في الصين هو الإجراء الرسمي الذي من خلاله يُسلم الهارب الذي يعثر عليه خارج الولاية القضائية الصينية، إلى الولاية القضائية حيث ارتكبت الجريمة المزعومة للمحاكمة أو العقوبة، وذلك بموجب القانون الصيني. كما لا تسمح الصين بتسليم المجرمين من مواطنيها. 

## تسليم المجرمين من الصين
تمنح الصين حاليًا تسليم المجرمين إلى كل من الدول التي أبرمت معاهدات تسليم المجرمين معها، والدول التي تضمن المعاملة بالمثل.  ويمكن طلب التسليم من الصين إذا كان:
(1) السلوك المشار إليه في طلب التسليم يشكل جريمة وفقًا لقوانين كل من الصين والدولة الطالبة.
(2) طلب التسليم لغرض إقامة دعوى جنائية، فإن الجريمة المشار إليها في طلب التسليم ، بموجب قوانين كل من الصين والدولة الطالبة ، يعاقب عليها بالسجن لمدة محددة لمدة عام أو أكثر أو بأي عقوبة جنائية أشد.
 بالإضافة إلى ذلك ، يمنح الحكم (2) للدول القدرة على طلب التسليم عندما يكون الأشخاص قد أدينوا بالفعل ، ولكن لديهم عقوبة متبقية لا تقل عن ستة أشهر في وقت تقديم الطلب.
يجب تقديم جميع طلبات التسليم عبر القنوات الدبلوماسية باستخدام طلب مكتوب بخط اليد.  وإلى جانب الطلب ، يجب على الدول الأجنبية أيضًا تضمين مذكرة توقيف ، والأدلة اللازمة لإدانة الشخص المذكور ، والصور ، وبصمات الأصابع ، أو غيرها من المواد التي يمكن استخدامها للتحقق من هوية الأشخاص المذكورين. أما في حالات التسليم لتنفيذ حكم كما هو منصوص عليه في البند (2) ، يجب على الدول الأجنبية أيضًا تقديم نسخة من الحكم الكتابي الذي أدان الشخص المذكور.  كما يجب أن تكون جميع نسخ المواد المذكورة أعلاه مصحوبة بترجمات باللغة الصينية.
يجب على الدول الأجنبية أيضًا أن تقدم تأكيدات بأنها لن تحقق مع الأشخاص الذين تم تسليمهم بشأن أي جرائم جنائية بخلاف تلك التي تم تسليمهم من أجلها. وأيضًا أن تؤكد أنها لن تسلم الأشخاص الذين تم تسليمهم إلى دولة ثالثة إلا بموافقة الأشخاص الذين تم تسليمهم. 
بعد استلام الطلب، يُفحص من قبل وزارة الخارجية، فإذا تبين أنه يتوافق مع قانون تسليم المجرمين الصيني ، يتم إحالته إلى محكمة عليا محلية والتي تحكم ما إذا كانت جمهورية الصين الشعبية ستفي بطلب التسليم.  ويخضع قرار المحكمة العليا المحلية لقرار المحكمة الشعبية العليا الذي بإمكانها إبطاله. 

## الدول التي أبرمت الصين معها معاهدات تسليم المجرمين
تحتفظ الصين بمعاهدات تسليم المجرمين مع 59 دولة / سلطة قضائية بينما تم التصديق على 39 منها.  وفقًا للموقع الرسمي للنيابة الشعبية لمقاطعة قوانغدونغ ، بحلول أكتوبر 2018 ، وقعت البلدان التالية معاهدات تسليم المجرمين مع جمهورية الصين الشعبية : 
- أفغانستان[4]
- الجزائر[4]
- أنغولا[4]
- الأرجنتين (not ratified)[4]
- أستراليا (not ratified)[4]
- النمسا (not ratified)[4]
- بربادوس[4]
- روسيا البيضاء[3][5][4]
- بلجيكا (not ratified)[4]
- البوسنة والهرسك[4]
- بلغاريا[3][4]
- البرازيل[4]
- كمبوديا[3][5][4]
- تشيلي (not ratified)[4]
- جمهورية الكونغو (not ratified)[4]
- قبرص (not ratified)[4]
- الإكوادور (not ratified)[4]
- إثيوبيا[4]
- فرنسا[4]
- غرينادا [4]
- ايطاليا[6][4]
- Indonesia[4]
- Iran[4]
- Kazakhstan [3][7][5][4]
- Kenya (not ratified)[4]
- Kyrgyzstan[3][5][4]
- Laos[3][4]
- Lithuania [3][8]:100[4]
- Lesotho[9][4]
- Mauritius (not ratified)[4]
- Mexico[4]
- Mongolia [3][7][5][4]
- Morocco (not ratified)[4]
- Namibia[4]
- Panama (not ratified) [10]
- Pakistan[4]
- Peru[3][8]:101[4]
- Portugal[7][4]
- Philippines[3][4]
- Russia[3][7][5][4]
- South Africa[3][4]
- South Korea[3][4]
- Romania[3][4]
- Senegal (not ratified)[4]
- Spain[7][11][4]
- Sri Lanka (not ratified)[4]
- Tajikistan[4]
- Thailand[3][7][5][4]
- Tunisia[3][4]
- Turkey (not ratified)[4]
- UAE[3][4]
- Ukraine[3][5][4]
- Uzbekistan[7][5][4]
- Vietnam (not ratified)[4]
- Zimbabwe (not ratified)[4]

1. 1 2 3 4  مذكور في: National Database of Laws and Regulations. الوصول: 17 أبريل 2021.
2. 1 2 3 4 5 6 7  "Extradition Law of the People's Republic of China (Order of the President No.42)" (PDF). 28 ديسمبر 2000. مؤرشف من الأصل (PDF) في 2022-09-11.
3. 1 2 3 4 5 6 7 8 9 10 11 12 13 14 15 16 17 18 19  "Judicial Assistance: Extradition". Ministry of Justice of the People's Republic of China. 2009. مؤرشف من الأصل في 2015-07-22.
4. 1 2 3 4 5 6 7 8 9 10 11 12 13 14 15 16 17 18 19 20 21 22 23 24 25 26 27 28 29 30 31 32 33 34 35 36 37 38 39 40 41 42 43 44 45 46 47 48 49 50 51 52 53 54 55 56  "Summary of Treaties and Agreements (In Chinese)". gd.jcy.gov.cn. مؤرشف من الأصل في 2023-04-28. اطلع عليه بتاريخ 2019-08-07.
5. 1 2 3 4 5 6 7 8 9
6. ↑  "The Extradition Treaty between People's Republic of China and Republic of Italy". npc.gov.cn. مؤرشف من الأصل في 2023-04-28. اطلع عليه بتاريخ 2019-08-07.
7. 1 2 3 4 5 6 7  "China plans to sign extradition treaties with countries". مؤرشف من الأصل في 2023-04-27. اطلع عليه بتاريخ 2015-07-04.
8. 1 2  China Foreign Policy and Government Guide. International Business Publications USA. 7 فبراير 2007. ISBN:9781433006869. مؤرشف من الأصل في 2023-04-28.
9. ↑  "The Extradition Treaty between People's Republic of China and Kingdom of Lesotho". npc.gov.cn. مؤرشف من الأصل في 2023-04-28. اطلع عليه بتاريخ 2019-08-07.
10. ↑  "The extradition treaty with China, for consideration in the Panamanian Parliament". npc.gov.cn. مؤرشف من الأصل في 2020-08-12. اطلع عليه بتاريخ 2019-08-08.
11. ↑  "Treaty number 127570". World Treaty Index. مؤرشف من الأصل في 2021-02-24. اطلع عليه بتاريخ 2015-07-04.

## روابط خارجية
- قانون تسليم المجرمين لجمهورية الصين الشعبية (نص كامل) نسخة محفوظة 11 سبتمبر 2022 على موقع واي باك مشين.

قالب:Extradition law by country